# RTL TV
Ne doit pas être confondu avec RTL TVI.
RTL TV est une chaîne de télévision généraliste commerciale privée luxembourgeoise à rayonnement international, diffusée par voie hertzienne en direction des téléspectateurs luxembourgeois et lorrains et par câble et satellite en direction des téléspectateurs français, luxembourgeois, lorrains, monégasques et suisses romands du 11 mars 1991 au 21 janvier 1995, date du quarantième anniversaire du canal luxembourgeois qui est alors renommé RTL9.

## Histoire de la chaîne
Depuis le lancement de RTL TVI en Belgique le 12 septembre 1987 qui l'a privée de son public belge et des recettes publicitaires associées, RTL Télévision est confrontée à une chute brutale de son audience et de sa rentabilité. Remplacée par le projet M6 en France, alors qu'elle a initialement été projetée pour une diffusion dans l'Hexagone, la question de son coût et de son devenir se pose au sein des instances dirigeantes de la CLT. En 1989, Jean Stock, qui vient de prendre la direction des activités audiovisuelles de la CLT, nomme Hugues Durocher à la direction de l'antenne et le charge de reformater les programmes de la chaîne selon deux axes, l'un développant la proximité dans un format plus centré sur son nouveau bassin d'audience hertzienne restreint au Luxembourg et à la Lorraine, l'autre partant à la conquête d'un public plus jeune et urbain sur le câble français alors en plein développement et dont la chaîne espère être rapidement le leader afin d'augmenter ses recettes publicitaires. Ce recentrage vers la Lorraine amène RTL Télévision à déménager ses studios au Lycée de la Communication sur le Technopôle de Metz début janvier 1991 et à changer de nom et d'habillage quelques semaines après en se déclinant en deux versions : l'une régionale avec de nombreux programmes de proximité comme le 40 minutes, recentrée sur son public lorrain et diffusée uniquement par voie hertzienne sur le canal UHF 21 de l'émetteur de Dudelange sous le nom de RTL Lorraine, l'autre diffusée sur le câble français, monégasque et suisse romand sous le nom de RTL TV et qui se distingue de la version lorraine par des programmes différents le mercredi lorsque RTL Lorraine diffuse ses programmes régionaux. 
Fin mars 1991, devançant un nouveau décret câble en préparation qui pourrait imposer aux chaînes étrangères diffusées en France qui tirent l'essentiel de leurs recettes publicitaires dans l'hexagone les mêmes quotas de diffusion de films que ceux appliqués aux programmes français, la CLT annonce qu'elle envisage le retrait à court terme de sa chaîne RTL TV des réseaux câblés français dont la diffusion des programmes est de plus en plus gênée par les occultations imposées par le bureau de liaison de l'industrie cinématographique (BLIC) lors de la diffusion de films les mercredis et samedis soir. RTL TV serait remplacée par RTL 2, projet de chaîne francophone européenne majoritairement axée sur le cinéma et la fiction, dont la diffusion sur le satellite Astra 1B doit commencer le 15 avril 1991. Le ministre de la Communication, Catherine Tasca,  contrecarre ce projet qui, selon elle, « met en danger tout ce qui a été fait en France pour soutenir le cinéma ». La CLT l'abandonne finalement et entreprend alors de reformater la grille des programmes de RTL TV pour en faire la chaîne généraliste familiale de divertissement du câble. Le projet de chaîne verra néanmoins le jour deux ans plus tard en Allemagne en tant que chaîne pour les jeunes adultes et chaîne de fiction. Afin de renforcer l'identité de la chaîne, il est mis fin à sa double dénomination en septembre 1991, les deux versions de la chaîne s'appelant désormais RTL TV. Un conflit interne éclate alors entre l'ancienne et la nouvelle génération, qui ne parviennent pas à s'accorder sur les nouvelles formes de gestion de l'entreprise. RTL TV abandonne ainsi ses missions de service public en luxembourgeois à RTL Hei Elei, nouvelle chaîne créée au Luxembourg en octobre 1991 à la demande du gouvernement, et à qui RTL TV transmet le rôle de diffuseur national reconnu par l'Union européenne de radio-télévision. C'est la fin d'une époque. En changeant de nom et de positionnement, la chaîne historique de la CLT passe le relais de première chaîne du groupe à RTL Plus qui récupère en 1992 la dénomination laissée vacante de RTL Television. RTL TV est diffusée en clair par satellite sur Telecom 2B à la fin de cette même année. 
Avec 16,5 % de l'audience moyenne du câble français, RTL TV devient la cinquième chaîne du PAF, ce qui la place juste derrière les grandes chaînes hertziennes françaises. Diffusant de seize à dix-huit heures de programmes par jour avec de la fiction, des jeux, de l'information, des magazines et beaucoup de cinéma (450 films par an), son chiffre d'affaires, qui s'élève à 130 millions de francs en 1993, atteint l'équilibre, mais peine à décoller. Elle souffre de son éloignement des centres de décision et c'est la raison pour laquelle sa direction décide de s'offrir une vitrine parisienne en installant une partie de ses équipes au Cnit, à la Défense en mai 1994. Avec les moyens d'une chaîne régionale, RTL TV entend alors concurrencer les grandes chaînes hertziennes françaises en se rapprochant ainsi des vedettes parisiennes, au risque de délaisser son public lorrain.
Le 21 janvier 1995 à 20 h 40, RTL TV fête en grande pompe ses 40 ans en direct du Grand Auditorium de la Villa Louvigny, et est officiellement rebaptisée RTL9 en fin de soirée. La raison officielle de cet énième changement de nom est un rajeunissement de l'antenne et sa position sur la touche 9 des télécommandes avec l'arrivée des nouvelles chaines du câble et du satellite[réf. souhaitée], mais la CLT souhaite plutôt personnaliser chacune de ses chaînes et éviter la confusion entre RTL TV, sa chaîne belge RTL-TVI et sa chaîne allemande RTL Television.

## Identité visuelle
Pour rajeunir l'antenne, RTL Télévision change d'identité en mars 1991 avec un nouveau nom, RTL TV, un nouveau logo plus moderne qui rompt avec l'identité RTL, et un nouvel habillage basé sur un jeu de facettes, réalisé par les équipes de la CLT à l'identique pour ses deux chaînes francophones RTL TV et RTL-TVI à l'exception du logo. Le signal hertzien lorrain est doté d'un habillage identique à celui de RTL TV, mais avec un logo RTL Lorraine à la place de celui de RTL TV,,.
En janvier 1994, RTL TV adopte un nouveau logo basé sur trois formes géométriques (le cercle, le triangle et le cube) utilisant les trois couleurs primaires RVB et la police de caractère dimitri maj dans un nouvel habillage 2D très graphique créé par Étienne Robial, dont le logo est fortement inspiré de celui de CTV Television Network et l'habillage n'est pas sans rappeler celui créé par Robial pour M6 six ans plus tôt. 

### Logos

Logo de RTL Lorraine du 11 mars 1991 à janvier 1994 (canal UHF 21 uniquement).
Logo de RTL TV du 11 mars 1991 à janvier 1994
Logo de RTL TV de janvier 1994 au 21 janvier 1995.

### Slogans
« La télé qui respire avec vous » (septembre 1991)
« La télé qui vibre avec vous » (septembre 1991)
« La télé qui gagne avec vous » (septembre 1991)
« On est bien ensemble ! » (septembre 1991 - 1992)
« Une fois par jour c'est pas assez » (1993 - 8 mai 1994)
« L'esprit de famille » (8 mai 1994 - 21 janvier 1995)

### Logos incrustés
De 1991 à 1994, le logo incrusté de RTL TV est constitué des sigles "RTL" en blanc et apparaît à droite sur le bas de l'écran.

## Organisation

### Dirigeants
Président-directeur général :
- Jean Stock[12] : mars 1991 - 1994

Directeur général de la société de production RTL TV à Metz :
- Christophe Chevrier : mars 1991 - 21 janvier 1995

### Capital
RTL TV est détenue à 100 % par la CLT S.A. 
Son chiffre d'affaires s'élève alors à 130 millions de francs en 1993.

### Siège
Le siège social de RTL TV se situe à la Villa Louvigny à Luxembourg, siège de sa maison mère, la CLT. 
Pour se recentrer sur son public lorrain, RTL Télévision installe ses studios, dès janvier 1991, à Metz, au Lycée de la Communication sur le Technopôle. La chaîne y dispose alors de 400 m² de locaux, de studios et d'une régie, mais la régie finale et le siège demeurent toujours à la villa Louvigny[source secondaire souhaitée]. 
Au printemps 1993, RTL TV s'offre une vitrine parisienne en déménageant une partie de ses équipes au Cnit, à la Défense, où 1 500 mètres carrés de bureaux et de studios sont aménagés au dernier étage du bâtiment, juste sous la voûte[source secondaire souhaitée].

## Programmes
Cherchant à s'imposer comme la chaîne leader sur le câble français, les programmes de RTL TV font la part belle aux films et séries qui supplantent peu à peu les nombreuses émissions de plateau au sein desquelles les animateurs historiques cèdent la place à une nouvelle génération : Virginie Schanté, Charlotte Gomez, Jérôme Anthony, Françoise Gaujour et Fabienne Égal font leur apparition à l'antenne.
En mai 1994, la chaîne tente de revenir à ses fondamentaux en capitalisant sur ses animateurs et lance une vaste campagne de publicité mettant en avant « l'esprit de famille ». Ce slogan se traduit à l'antenne par l'installation de rendez-vous avec les animateurs de la chaîne aux heures clés de la grille : le Scrabble RTL avec Thierry Guillaume et Véronique Buson, suivi du 40 minutes de Marylène Bergmann en début de soirée, le 52 minutes mensuel RTL Santé présenté par Agnès Duperrin, le magazine féminin F comme Femmes chaque midi avec Véronique Buson et Françoise Gaujour, les émissions de clips à la demande Music Family de Jean-Luc Bertrand puis Crac Boum de Jérôme Anthony et Virginie Schanté ou le Galaxie de Thierry Guillaume, diffusées pour la jeunesse en fin d'après-midi ou le mercredi après-midi ou encore l'émission pour l'emploi Help!
.

### Animateurs
- Anne-Marie S. (avril 1991)
- Jérôme Anthony (1992 - 21 janvier 1995)
- Jean-Luc Bertrand (mars 1991 - 21 janvier 1995)
- Véronique Buson (mars 1991 - 21 janvier 1995)
- Fabienne Égal (1994 - 21 janvier 1995)
- Françoise Gaujour (août 1994 - 21 janvier 1995)
- Valérie Géhin (mars 1991 - 21 janvier 1995)
- Philippe Goffin (mars 1991 - 21 janvier 1995)
- Oscar Guzman (mars 1991 - 21 janvier 1995)
- Charlotte Gomez (1991 - 21 janvier 1995)
- Thierry Guillaume (mars 1991 - 21 janvier 1995)
- Georges Lang (mars 1991 - 21 janvier 1995)
- Virginie Schanté (septembre 1991 - 21 janvier 1995)
- Katia Schmitt (mars 1991 - 21 janvier 1995)

### Journalistes
- Nicolas Albrand (mars 1991 - 21 janvier 1995)
- Marylène Bergmann (mars 1991 - 21 janvier 1995)
- Robert Diligent (mars 1991 - 1993)
- Agnès Duperrin (mars 1991 - 21 janvier 1995)
- Carole Gaessler (septembre 1991 - septembre 1993)
- Christophe Giltay (mars 1991 - juin 1991)
- Martin Igier (mars 1991 - mars 1994)
- Laurent Lépinasse (mars 1991 - 1993)
- Hervé Robin (mars 1991 - 21 janvier 1995)
- Lionel Rosso

## Diffusion

### Hertzien analogique
RTL Lorraine, devenue RTL TV en mars 1991, est alors diffusée en Bande IV au standard 625 lignes SÉCAM L sur le canal UHF 21-H de l'émetteur de Dudelange pour la région Lorraine et le sud du Luxembourg.

### Câble
RTL TV est distribuée sur les réseaux câblés luxembourgeois, français, suisses et monégasques.

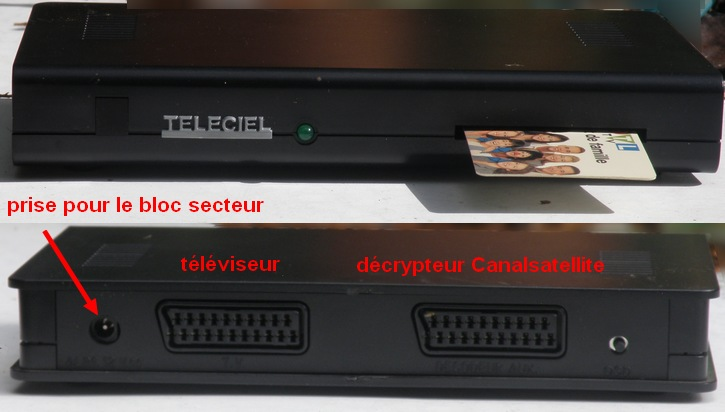

### Satellite
RTL TV est diffusée en clair sur le satellite Astra puis Telecom 2B à 5° ouest du 11 mars 1991 au 21 janvier 1995, puis cryptée. Il faut alors payer un abonnement de 120 francs français pour la décrypter au moyen d'un décodeur Schlumberger à 690 francs.